# 卡里马泰
卡里马泰（義大利語：Carimate），是意大利科莫省的一个市镇。总面积5平方公里，人口4280人，人口密度856.0人/平方公里（2009年）。ISTAT代码为013046。